# WWE Women’s Championship (1956–2010)
Die 1956 bis 2010 Version der WWE Women’s Championship  (zu deutsch WWE Meisterschaft der Frauen) war einer der beiden wichtigsten Frauen Wrestling-Titel der US-amerikanischen Promotion World Wrestling Entertainment (WWE). Der Titel wurde 1984 eingeführt, nachdem Moolah die NWA World Women’s Championship an die World Wrestling Federation verkauft hatte. Im September 2010 vereinigte die WWE den Titel mit der WWE Divas Championship. Am 3. April 2016 wurde die WWE Women’s Championship, als Nachfolger eingeführt.

## Geschichte

### Ursprung
Am 18. September 1956 wurde The Fabulous Moolah die dritte NWA World Women’s Champion. Zu dieser Zeit existierte die World Wrestling Entertainment noch nicht, den die Promotion wurde erst 1963 als World Wide Wrestling Federation (WWWF) gegründet. Moolah, die die Rechte an der Meisterschaft in den 1970er Jahren kaufte, verteidigte die Meisterschaft als NWA World Women's Champion bis zum 19. Mai 1984. Zu diesem Zeitpunkt war die WWWF in World Wrestling Federation (WWF) umbenannt worden. 1983 löste sich die WWF von der National Wrestling Alliance (NWA) und Moolah verkaufte 1984 die Meisterschaftsrechte an der WWF und sie wurde als WWF Women’s Champion anerkannt. Anstatt ihre Regentschaft 1984 zu beginnen, beanspruchte die WWF die Abstammung ihrer Regentschaft, seit sie 1956 zum ersten Mal Champion wurde. Die vorangegangenen Champions und die Titeländerungen zwischen 1956 und als Moolah ihn 1984 verlor, werden von WWE nicht anerkannt, obwohl sie von NWA anerkannt sind. Infolgedessen dauerte die erste Regentschaft von The Fabulous Moolah 28 Jahre.

### Monday Night Wars
Nachdem Ausscheiden von Rockin’ Robin aus der WWF wurde die Women's Championship inaktiv. Im Dezember 1993, wurde der Titel reaktiviert, als Alundra Blayze ein Turnier um die vakante Women's Championship gewann. Die Women's Championship wurde jedoch wieder inaktiv, als Blayze aus der WWF entlassen wurde. Blayze, jetzt als Madusa bekannt, wechselte 1995 unerwartet zur World Championship Wrestling (WCW) und warf den Meisterschaftsgürtel, der sich noch in ihrem Besitz befand, bei einer Folge von WCW Monday Nitro in einen Mülleimer (in Blayzes 2015 Hall-of-Fame-Rede gab sie den Titel „zurück“). Die Women's Championship wurde im September 1998 während der Attitude Era wieder reaktiviert, als Jacqueline Moore Sable besiegte, um den Titel zu gewinnen.

### Brand-Extension

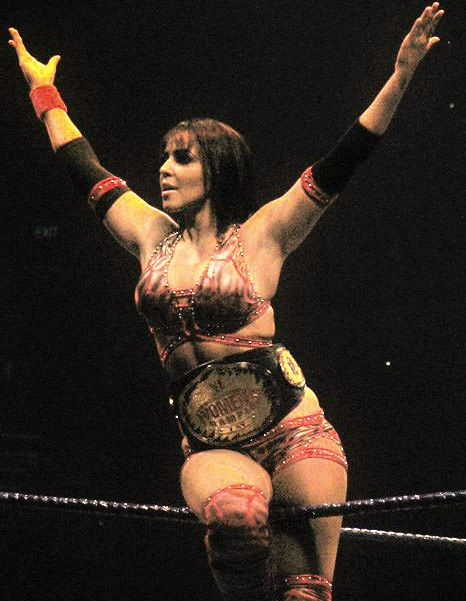
Die letzte Titelträgerin Layla

Im Jahr 2002 teilte die WWF das Roster auf seine beiden Shows Raw und SmackDown auf, während die meisten Titel exklusiv einer Show zugewiesen wurden. Diese Erweiterung wurde als „Brand Extension“ bekannt. Nach der Einführung der Brand-Extension wurde die Women’s Championship als auch die Undisputed WWF Championship zunächst bei beiden Shows verteidigt. Nach der Namensänderung der WWF in World Wrestling Entertainment (WWE) im Jahr 2002 wurde die Meisterschaft anschließend in WWE Women's Championship umbenannt. Im gleichen Jahr wechselte der Titel exklusiv zu Raw. Bei einigen Gelegenheiten wurde die Regulierung jedoch umgangen, den im November 2005 kam zu einem Rosterübergreifenden Titelkampf zwischen der damaligen Titelträgerin Trish Stratus und der Herausforderin von SmackDown Melina. Die Women's Championship blieb die einzige Meisterschaft, die von Frauen ausgefochten wurde, bis im Jahr 2008 ein Gegenstück für SmackDown eingeführt wurde. In der SmackDown-Folge vom 6. Juni 2008 kündigte die damalige SmackDown-General-Managerin Vickie Guerrero die Schaffung der WWE Divas Championship an. Der Titel wechselte von Raw zu SmackDown, nachdem Melina als amtierende Titelträgerin bei der Draft am 13. April 2009 mit dem Titel zur Freitagsshow der WWE gedraftet wurde, um die damalige Divas Champion Maryse zu ersetzen, die zu Raw gewechselt ist.

### Titelvereinigung und Nachfolgertitel
In der Raw-Ausgabe vom 30. August wurde bekannt gegeben, dass die Women’s Championship und die Divas Championship in einem Match zwischen Melina und Michelle McCool vereinigt werden. Bei Night of Champions wurden beide Titel vereinigt. Anschließend wurde die Divas Championship in Unified WWE Divas Championship umbenannt. Die vereinigte Meisterschaft behielt die Abstammungslinie der Divas Championship bei, und die Women’s Championship wurde eingestellt.
Bei der Pre-Show von WrestleMania 32 enthüllte Hall of Famer Lita eine brandneue WWE Women's Championship und kündigte an, dass das geplante Triple-Threat-Match für die Divas Championship zwischen Charlotte, Becky Lynch und Sasha Banks nun für die neu eingeführte WWE Women's Championship ist. Dieser neue Titel trägt weder die Abstammung der Divas Championship noch der ursprünglichen Women's Championship, sondern wird von WWE als Nachfolger von beiden anerkannt.

## Regentschaften
Gemäß der offiziellen WWE-Titelgeschichte war die erste Titelträgerin The Fabulous Moolah, die am 18. September 1956 Judy Grable besiegte. Moolah hatte mit 10 Jahren die längste Regentschaft, obwohl die WWE diese mit 28 Jahren für länger hält, da Titelwechsel zwischen 1956 und 1984 von der Promotion nicht anerkannt werden. The Fabulous Moolah ist technisch gesehen mit Trish Stratus für die meisten Regentschaften mit 7 gleichauf, aber da die WWE die Titelwechsel zwischen 1956 und 1984 nicht anerkennt, hat Moolah nur 4 und Trish hat mit 7 die meisten Regentschaften. Mickie James hat die kürzeste Regentschaft mit 1 Stunde. Der einzige männliche Champion war Harvey Wippleman. Am 31. Januar 2000 gewann Wippleman die Titel von The Kat, während er verkleidet war und den Ringnamen „Hervina“ verwendete.
Die Women's-Division galt 1990 während der Rengetschaft von Rockin’ Robin als inaktiv. Alundra Blayze gewann die Women's Championship, nachdem sie 1993 reaktiviert wurde. Chyna verließ während ihrer Regentschaft die WWE. Trish Stratus gewann ihren siebten Titel in ihrem letzten Match bei Unforgiven im Jahr 2006 gegen Lita, bevor sie noch am selben Abend zurücktrat und damit den titel am nächsten Tag für vakant erklärte. Michelle McCool vereinte an Laylas Stelle die Women's- und Divas Championship und machte Layla damit zur letzten Titelträgerin.

### Liste der Titelträger
| #  | Titelträger         | Nr. | Tage         | Datum              | Ort                         | Veranstaltung                 | Anmerkung |
| -- | ------------------- | --- | ------------ | ------------------ | --------------------------- | ----------------------------- | --- |
| 1  | The Fabulous Moolah | 1   | 10170 (3651) | 18. September 1956 | Baltimore, MD               | Houseshow                     | Moolah siegte in einer Battle Royal um die vakante NWA World Women’s Championship. Die World Wrestling Federation, die zuvor aus der NWA ausgetreten war, erwarb am 31. Dezember 1983 von Moolah, damals amtierende Titelträgerin, die Rechte am Titel und wandelte ihn zur WWF Women’s Championship um. Die nach 1956 stattgefundenen Titelwechsel innerhalb der NWA werden von der WWF nicht anerkannt und Moolah als bis dahin einzige Titelträgerin geführt. |
| —  | Bette Boucher       | —   | 16           | 17. September 1966 | Seattle, Washington         | Houseshow                     | |
| —  | The Fabulous Moolah | —   | 524          | 3. Oktober 1966    | Vancouver, British Columbia | Houseshow                     | |
| —  | Yukiko Tomoe        | —   | 23           | 10. März 1968      | Osaka, Japan                | Houseshow                     | |
| —  | The Fabulous Moolah | —   | 3841         | 2. April 1968      | Hamamatsu, Japan            | Houseshow                     | |
| —  | Evelyn Stevens      | —   | 2            | 8. Oktober 1978    | Dallas, Texas               | Houseshow                     | |
| —  | The Fabulous Moolah | —   | 2113         | 10. Oktober 1978   | Fort Worth, Texas           | Houseshow                     | |
| 2  | Wendi Richter       | 1   | 210          | 23. Juli 1984      | New York City, NY           | The Brawl to End it All       | |
| 3  | Lelani Kai          | 1   | 41           | 18. Februar 1985   | New York City, NY           | Prime Time Wrestling          | Ausgestrahlt am 5. März 1985. |
| 4  | Wendi Richter       | 2   | 239          | 31. März 1985      | New York City, NY           | WrestleMania I                | |
| 5  | The Fabulous Moolah | 2   | 220          | 25. November 1985  | New York City, NY           | Houseshow                     | Moolah trat als The Spider Lady auf. Dieser Titelwechsel wird auch als der Original Screwjob bezeichnet, weil er nicht mit Wendi Richter abgesprochen war. |
| 6  | Velvet McIntyre     | 1   | 6            | 3. Juli 1986       | Brisbane, Australien        | Houseshow                     | |
| 7  | The Fabulous Moolah | 3   | 380          | 9. Juli 1986       | Sydney, Australien          | Houseshow                     | |
| 8  | Sensational Sherri  | 1   | 441          | 24. Juli 1987      | Houston, TX                 | Houseshow                     | |
| 9  | Rockin’ Robin       | 1   | 451          | 7. Oktober 1988    | Paris, Frankreich           | Prime Time Wrestling          | Ausgestrahlt am 8. November 1988. |
| —  | Titel eingestellt   | —   | —            | 1990               | —                           | —                             | Der Titel wurde deaktiviert, nachdem Rockin’ Robin als amtierende Titelträgerin die WWF verlassen hatte. |
| 10 | Alundra Blayze      | 1   | 342          | 13. Dezember 1993  | Poughkeepsie, NY            | All American Wrestling        | Ausgestrahlt am 26. Dezember 1993. Blayze besiegte Heidi Lee Morgan in einem Turnierfinale. |
| 11 | Bull Nakano         | 1   | 134          | 27. November 1994  | Tokio, Japan                | Zenyo Big Egg Universe        | |
| 12 | Alundra Blayze      | 2   | 146          | 3. April 1995      | Poughkeepsie, NY            | Monday Night Raw              | |
| 13 | Bertha Faye         | 1   | 57           | 27. August 1995    | Pittsburgh, PA              | SummerSlam                    | |
| 14 | Alundra Blayze      | 3   | 66           | 23. Oktober 1995   | Brandon, Kanada             | Monday Night Raw              | |
| —  | Titel eingestellt   | —   | —            | 13. Dezember 1995  | —                           | —                             | Titel wurde deaktiviert, nachdem Blayze die WWF verlassen hatte. Blayze wechselte zu World Championship Wrestling und warf den Titelgürtel am 18. Dezember 1995 bei Monday Nitro in eine Mülltonne. |
| 15 | Jacqueline          | 1   | 61           | 15. September 1998 | Sacramento, CA              | Raw is War                    | Ausgestrahlt am 21. September 1998. Jacqueline besiegte Sable in einem Titelmatch. |
| 16 | Sable               | 1   | 176          | 15. November 1998  | St. Louis, MO               | Survivor Series               | |
| 17 | Debra               | 1   | 29           | 10. Mai 1999       | Orlando, FL                 | Raw is War                    | Dies war ein „Abendkleid“-Match. Eigentlich besiegte Sable in diesem Match Debra, aber der Commissioner Shawn Michaels erklärte Debra zur Gewinnerin, weil sie ihr Kleid verloren hatte und überreichte ihr den Titel. |
| 18 | Ivory               | 1   | 131          | 8. Juni 1999       | Worcester, MA               | Raw is War                    | Ausgestrahlt am 14. Juni 1999. |
| 19 | The Fabulous Moolah | 4   | 8            | 17. Oktober 1999   | Cleveland, OH               | No Mercy                      | |
| 20 | Ivory               | 2   | 48           | 25. Oktober 1999   | Providence, RI              | Raw is War                    | |
| 21 | Miss Kitty          | 1   | 50           | 12. Dezember 1999  | Sunrise, FL                 | Armageddon                    | Dies war ein „Vier Ecken Abendkleid Schwimmbecken“-Match in dem auch Jacqueline und B.B. involviert waren. Special Guest Referees waren Fabulous Moolah und Mae Young. |
| 22 | Hervina             | 1   | 1            | 31. Januar 2000    | Pittsburgh, PA              | Raw is War                    | Dies war ein Lumberjill Snowbunny-Match. Hervina war der als Frau verkleidete Harvey Wippleman und ist somit der einzige männliche Titelträger. |
| 23 | Jacqueline          | 2   | 56           | 1. Februar 2000    | Detroit, MI                 | SmackDown                     | Ausgestrahlt am 3. Februar 2000. |
| 24 | Stephanie McMahon   | 1   | 146          | 28. März 2000      | San Antonio, TX             | SmackDown!                    | Ausgestrahlt am 30. März 2000. |
| 25 | Lita                | 1   | 71           | 21. August 2000    | Lafayette, LA               | Raw is War                    | |
| 26 | Ivory               | 3   | 152          | 31. Oktober 2000   | Rochester, NY               | SmackDown!                    | Ausgestrahlt am 2. November 2000. Dies war ein „Vier Ecken“-Match in dem auch Jacqueline und Trish Stratus involviert waren. |
| 27 | Chyna               | 1   | 214          | 1. April 2001      | Houston, TX                 | WrestleMania X-Seven          | |
| —  | Titel vakant        | —   | —            | November 2001      | —                           | —                             | Titel wurde vakant erklärt, nachdem Chyna die WWF wegen eines Vertragsstreits verlassen hatte. |
| 28 | Trish Stratus       | 1   | 78           | 18. November 2001  | Greensboro, NC              | Survivor Series               | Dies war ein Six Way-Match um den vakanten Titel mit Lita, Jacqueline, Ivory, Molly Holly und Jazz. |
| 29 | Jazz                | 1   | 98           | 4. Februar 2002    | Las Vegas, NV               | Raw                           | Der Titel wurde am 6. Mai 2002 in WWE Women’s Championship umbenannt. |
| 30 | Trish Stratus       | 2   | 41           | 13. Mai 2002       | Toronto, Kanada             | Raw                           | Dies war ein Tag Team-Match. Trist Stratus und Bubba Ray Dudley besiegten Jazz und Steven Richards. |
| 31 | Molly Holly         | 1   | 91           | 23. Juni 2002      | Columbus, OH                | King of the Ring              | |
| 32 | Trish Stratus       | 3   | 56           | 22. September 2002 | Los Angeles, CA             | Unforgiven                    | In der SmackDown!-Folge vom 26. September 2002 gab SmackDown! General Manager Stephanie McMahon bekannt, dass die Women's Championship exklusiv zu Raw gewechselt ist. |
| 33 | Victoria            | 1   | 133          | 17. November 2002  | New York City, NY           | Survivor Series               | Dies war ein Hardcore-Match. |
| 34 | Trish Stratus       | 4   | 28           | 30. März 2003      | Seattle, WA                 | WrestleMania XIX              | Dies war ein Triple Threat-Match in dem auch Jazz involviert war. |
| 35 | Jazz                | 2   | 64           | 27. April 2003     | Worcester, MA               | Backlash                      | |
| 36 | Gail Kim            | 1   | 28           | 30. Juni 2003      | Buffalo, NY                 | Raw                           | Dies war eine 7 Diva-Battle Royalin der auch Trish Stratus, Ivory, Jacqueline, Victoria und Molly Holly involviert waren. |
| 37 | Molly Holly         | 2   | 210          | 28. Juli 2003      | Colorado Springs, CO        | Raw                           | |
| 38 | Victoria            | 2   | 111          | 23. Februar 2004   | Omaha, NE                   | Raw                           | Dies war ein „Fatal Four Way Elimination“-Match in dem auch Lita und Jazz involviert waren. |
| 39 | Trish Stratus       | 5   | 176          | 13. Juni 2004      | Columbus, OH                | Bad Blood                     | Dies war ein „Fatal Four Way Elimination“-Match in dem auch Lita und Gail Kim involviert waren. |
| 40 | Lita                | 2   | 34           | 6. Dezember 2004   | Charlotte, NC               | Raw                           | |
| 41 | Trish Stratus       | 6   | 448          | 9. Januar 2005     | San Juan, Puerto Rico       | New Year’s Revolution         | |
| 42 | Mickie James        | 1   | 134          | 2. April 2006      | Chicago, IL                 | WrestleMania 22               | |
| 43 | Lita                | 3   | 34           | 14. August 2006    | Charlottesville, VA         | Raw                           | |
| 44 | Trish Stratus       | 7   | 1            | 17. September 2006 | Toronto, Kanada             | Unforgiven                    | |
| —  | Titel vakant        | —   | —            | 18. September 2006 | Montreal, Kanada            | Raw                           | Titel wurde vakant erklärt, nachdem Stratus ihre Wrestlingkarriere beendet hatte. |
| 45 | Lita                | 4   | 21           | 5. November 2006   | Cincinnati, OH              | Cyber Sunday                  | Dies war ein Lumberjill-Match und Lita besiegte Mickie James in einem Turnierfinale um den vakanten Titel. |
| 46 | Mickie James        | 2   | 85           | 26. November 2006  | Philadelphia, PA            | Survivor Series               | |
| 47 | Melina              | 1   | 64           | 19. Februar 2007   | Bakersfield, CA             | Raw                           | |
| 48 | Mickie James        | 3   | <1           | 24. April 2007     | Paris, Frankreich           | Houseshow                     | Dies war ein Triple Threat-Match, in dem auch Victoria involviert war. |
| 49 | Melina              | 2   | 61           | 24. April 2007     | Paris, Frankreich           | Houseshow                     | Melina wurde ein sofortiger Rückkampf zugesprochen, weil Mickie Victoria, die nicht der Champion war, im Triple Threat-Match pinnte. |
| 50 | Candice Michelle    | 1   | 105          | 24. Juni 2007      | Houston, TX                 | Vengeance: Night of Champions | |
| 51 | Beth Phoenix        | 1   | 190          | 7. Oktober 2007    | Chicago, IL                 | No Mercy                      | |
| 52 | Mickie James        | 4   | 125          | 14. April 2008     | London, England             | Raw                           | |
| 53 | Beth Phoenix        | 2   | 161          | 17. August 2008    | Indianapolis, IN            | SummerSlam                    | Dies war ein Intergender Tag Team-Match. Beth Phoenix und ihr Tag Team-Partner Santino Marella gegen Mickie James und Kofi Kingston. Kingstons WWE Intercontinental Championship stand ebenfalls auf dem Spiel. |
| 54 | Melina              | 3   | 154          | 25. Januar 2009    | Detroit, MI                 | Royal Rumble                  | Der Titel wechselte am 13. April 2009 von RAW zu SmackDown, nachdem Melina bei der Draft Lottery zu SmackDown gedraftet wurde. |
| 55 | Michelle McCool     | 1   | 217          | 28. Juni 2009      | Sacramento, CA              | The Bash                      | Wurde die erste Diva, die sowohl die WWE Women’s Championship als auch die WWE Divas Championship gewann. |
| 56 | Mickie James        | 5   | 23           | 31. Januar 2010    | Atlanta, GA                 | Royal Rumble                  | |
| 57 | Michelle McCool     | 2   | 61           | 23. Februar 2010   | Milwaukee, WI               | SmackDown                     | Ausgestrahlt am 26. Februar 2010. Vickie Guerrero war Special Guest Referee. |
| 58 | Beth Phoenix        | 3   | 16           | 25. April 2010     | Baltimore, MD               | Extreme Rules                 | Dies war ein Extreme Makeover Match. |
| 59 | Layla               | 1   | 131          | 11. Mai 2010       | Buffalo, NY                 | SmackDown                     | Dies war ein 2-on-1 Handicap-Match, in welchem Michelle McCool mit Layla teamte. Michelle McCool sah sich als Co-Championesse, doch dies wird nicht von der WWE anerkannt. |
| —  | Titel vereinigt     | —   | —            | 19. September 2010 | Rosemont, IL                | Night of Champions            | Dies war ein Title Unification Lumberjill Match. Dadurch wurden die WWE Women’s Championship und WWE Divas Championship miteinander vereinigt. |

## Regentschaften – absolut

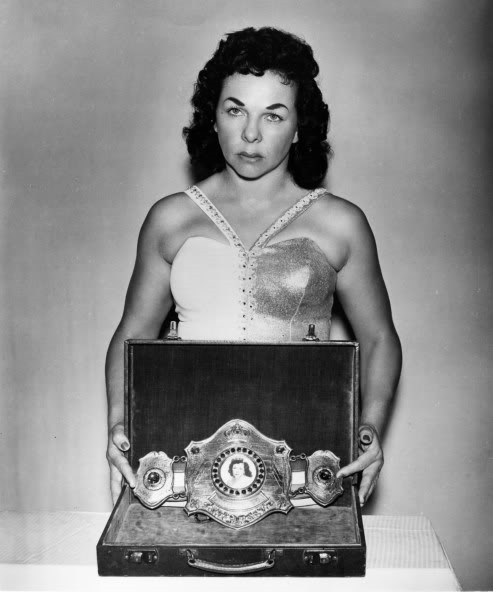
Moolah ist die erste, älteste und die am längsten amtierende Titelträgerin

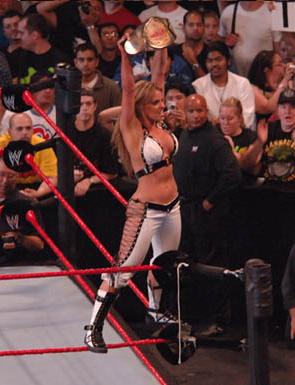
Mit sieben Regentschaften ist Trish Stratus die Rekordhalterin. Stratus hielt den Titel insgesamt für 828 Tage.

| #  | Titelträger         | Nr. | Tage  |
| -- | ------------------- | --- | ----- |
| 1  | The Fabulous Moolah | 4   | 10708 |
| 2  | Trish Stratus       | 7   | 828   |
| 3  | Alundra Blayze      | 3   | 539   |
| 4  | Rockin’ Robin       | 1   | 502   |
| 5  | Wendi Richter       | 2   | 449   |
| 6  | Sensational Sherri  | 1   | 441   |
| 7  | Mickie James        | 5   | 367   |
| 8  | Beth Phoenix        | 3   | 367   |
| 9  | Ivory               | 3   | 331   |
| 10 | Molly Holly         | 2   | 301   |
| 11 | Melina              | 3   | 279   |
| 12 | Michelle McCool     | 2   | 278   |
| 13 | Victoria            | 2   | 244   |
| 14 | Chyna               | 1   | 214   |
| 15 | Sable               | 1   | 176   |
| 16 | Jazz                | 2   | 162   |
| 17 | Lita                | 4   | 160   |
| 18 | Stephanie McMahon   | 1   | 146   |
| 19 | Bull Nakano         | 1   | 134   |
| 20 | Layla               | 1   | 131   |
| 21 | Jacqueline          | 2   | 117   |
| 22 | Candice Michelle    | 1   | 105   |
| 23 | Bertha Faye         | 1   | 57    |
| 24 | The Kat             | 1   | 50    |
| 25 | Leilani Kai         | 1   | 41    |
| 26 | Debra               | 1   | 29    |
| 27 | Gail Kim            | 1   | 28    |
| 28 | Velvet McIntyre     | 1   | 6     |
| 29 | Hervina             | 1   | 1     |